# Aeroportul Sehonghong
Aeroportul Sehonghong (IATA: SHK, ICAO: FXSH) este un aeroport din Districtul Thaba-Tseka, Lesotho ce deservește zona Sehonghong⁠(d). A fost numit după zona deservită.
Situat la o altitudine de 1.981 m, aeroportul dispune de o singură pistă.